# Dyschoriste
Genre
Dyschoriste Nees est un genre de plantes à fleurs de la famille des Acanthaceae.

## Liste des sous-espèces, espèces et variétés
Selon Catalogue of Life (6 janvier 2018) :
- Dyschoriste adscendens (Hochst. ex Nees) Kuntze
- Dyschoriste albiflora Lindau
- Dyschoriste angusta (Gray) Small
- Dyschoriste angustifolia (Hemsl.) Kuntze
- Dyschoriste axillaris D.C. Wassh. & Wood
- Dyschoriste bayatensis (Urb.) Urb.
- Dyschoriste bayensis Thulin
- Dyschoriste boliviana D.C. Wassh. & Wood
- Dyschoriste capitata (Oerst.) Kuntze
- Dyschoriste capricornis C. B. Cl.
- Dyschoriste celebica Bremek.
- Dyschoriste ciliata (Nees) Kuntze
- Dyschoriste cinerascens (Henrickson & Hilsenb.) T. F. Daniel
- Dyschoriste clarkei (Vatke) Benoist
- Dyschoriste costata (Nees) Kuntze
- Dyschoriste crenulata Kobuski
- Dyschoriste crinita (Nees) Kuntze
- Dyschoriste cubensis (A. Rich.) Urb.
- Dyschoriste cunenensis C. B. Cl.
- Dyschoriste dalyi A.G. Mill.
- Dyschoriste dalzellii (T. Anders. ex Bedd.) Kuntze
- Dyschoriste decumbens (A. Gray) Kuntze
- Dyschoriste diffusa (Nees) Urb.
- Dyschoriste ecuadoriana Wassh.
- Dyschoriste erythrorhiza (Nees) Lindau
- Dyschoriste gracilicaulis (Benoist) Benoist
- Dyschoriste gracilis (Nees) Kuntze
- Dyschoriste greenmanii Kobuski
- Dyschoriste heudelotiana (Nees) Kuntze
- Dyschoriste hildebrandtii (S. Moore) Lindau ex Engl.
- Dyschoriste hirsutissima (Nees) Kuntze
- Dyschoriste hispidula (Baker) Benoist
- Dyschoriste humilis Lindau
- Dyschoriste humistrata (Michx.) Kuntze
- Dyschoriste hygrophyloides (Nees) Kuntze
- Dyschoriste hyssopifolia (Nees) Kuntze
- Dyschoriste jaliscensis Kobuski
- Dyschoriste keniensis Malombe, Mwachala & Vollesen
- Dyschoriste kitongaensis Vollesen
- Dyschoriste lavandulacea (Nees) Kuntze
- Dyschoriste linearis (Torr. & Gray) Kuntze
- Dyschoriste lloydii Kobuski
- Dyschoriste lycioides Chiov.
- Dyschoriste madagascariensis (Nees) Kuntze
- Dyschoriste madurensis (Burm. fil.) Kuntze
- Dyschoriste maranhonis (Nees) Kuntze
- Dyschoriste mcvaughii T.F. Daniel
- Dyschoriste microphylla (Cav.) Kuntze
- Dyschoriste miskatensis Thulin
- Dyschoriste multicaulis (A. Rich.) Kuntze
- Dyschoriste mutica (S. Moore) C. B. Cl.
- Dyschoriste nagchana (Nees) S.S.R. Bennet
- Dyschoriste novogaliciana T.F.Daniel
- Dyschoriste nummulifolia Chiov.
- Dyschoriste nyassica Gilli
- Dyschoriste oblongifolia (Michx.) Kuntze
- Dyschoriste oligosperma (v. Steenis) Bremek.
- Dyschoriste paraguariensis Kobuski
- Dyschoriste parvula (Alain & Leonard) Greuter & R.Rankin
- Dyschoriste pilifera Hutchinson
- Dyschoriste pinetorum Kobuski
- Dyschoriste poliodes Leonard & Gentry
- Dyschoriste principis Benoist
- Dyschoriste pringlei Greenm.
- Dyschoriste prostrata D.C. Wassh. & Wood
- Dyschoriste pseuderecta Mildbr.
- Dyschoriste purpusii Kobuski
- Dyschoriste quadrangularis (Oersted) Kuntze
- Dyschoriste quitensis (Kunth) Kuntze
- Dyschoriste radicans (Hochst. ex A. Rich.) Nees
- Dyschoriste repens (Nees) Kuntze
- Dyschoriste rosei Kobuski
- Dyschoriste sagittata Kobuski
- Dyschoriste sallyae Vollesen
- Dyschoriste saltuensis Fern.
- Dyschoriste schottiana (Nees) Kobuski
- Dyschoriste serpyllifolia (Nees) Benoist
- Dyschoriste serpyllum (Nees) Kuntze
- Dyschoriste setigera (Pers.) J.C.Manning & Goldblatt
- Dyschoriste siphonantha (Nees) Kuntze
- Dyschoriste smithii Leonard
- Dyschoriste subquadrangularis (Lindau) C. B. Cl.
- Dyschoriste tanganyikensis C. B. Cl.
- Dyschoriste tanzaniensis Vollesen
- Dyschoriste thunbergiiflora (S. Moore) Lindau
- Dyschoriste tinctorum (Decne.) E.A.Tripp & T.F.Daniel
- Dyschoriste trichanthera Kobuski
- Dyschoriste trichocalyx (Oliv.) Lindau
- Dyschoriste tubicalyx C. B. Cl.
- Dyschoriste tweediana (Nees) Kuntze
- Dyschoriste vagans (Wight) Kuntze
- Dyschoriste venturii Leonard
- Dyschoriste vestita Benoist
- Dyschoriste xylopoda Kobuski
- Dyschoriste zambiana Vollesen

Selon ITIS (6 janvier 2018) :
- Dyschoriste angusta (A. Gray) Small
- Dyschoriste crenulata Kobuski
- Dyschoriste humistrata (Michx.) Kuntze
- Dyschoriste linearis (Torr. & A. Gray) Kuntze
- Dyschoriste oblongifolia (Michx.) Kuntze
- Dyschoriste schiedeana (Nees) Kuntze

Selon NCBI (6 janvier 2018) :
- Dyschoriste albiflora
- Dyschoriste angusta
- Dyschoriste angustifolia
- Dyschoriste boliviana
- Dyschoriste burchellii
- Dyschoriste cinerascens
- Dyschoriste crenulata
- Dyschoriste cubensis
- Dyschoriste dalzellii
- Dyschoriste decumbens
- Dyschoriste diffusa
- Dyschoriste erecta
- Dyschoriste gracilicaulis
- Dyschoriste greenmanii
- Dyschoriste hildebrandtii
- Dyschoriste hirsutissima
- Dyschoriste humilis
- Dyschoriste humistrata
- Dyschoriste hygrophiloides
- Dyschoriste linearis
  - variété Dyschoriste linearis var. cinerascens
  - variété Dyschoriste linearis var. linearis
- Dyschoriste maranhonis
- Dyschoriste microphylla
- Dyschoriste mutica
- Dyschoriste nagchana
- Dyschoriste oblongifolia
- Dyschoriste ovata
- Dyschoriste purpusii
- Dyschoriste quadrangularis
- Dyschoriste quitensis
- Dyschoriste radicans
- Dyschoriste repens
- Dyschoriste rubiginosa
- Dyschoriste schiedeana
  - variété Dyschoriste schiedeana var. decumbens
  - variété Dyschoriste schiedeana var. prostrata
  - variété Dyschoriste schiedeana var. schiedeana
- Dyschoriste setigera
- Dyschoriste siphonantha
- Dyschoriste trichanthera
- Dyschoriste trichocalyx
  - sous-espèce Dyschoriste trichocalyx subsp. verticillaris

Selon The Plant List (6 janvier 2018) :
- Dyschoriste adscendens (Hochst. ex Nees) Kuntze
- Dyschoriste alba S.Moore
- Dyschoriste albiflora Lindau
- Dyschoriste angusta (A.Gray) Small
- Dyschoriste augustifolia (Hemsl.) Kuntze
- Dyschoriste axillaris Wassh. & J.R.I.Wood
- Dyschoriste bayatensis (Urb.) Urb.
- Dyschoriste bayensis Thulin
- Dyschoriste boliviana Wassh. & J.R.I.Wood
- Dyschoriste broiloi Pic.Serm.
- Dyschoriste capitata (Oerst.) Kuntze
- Dyschoriste capricornis C.B.Clarke
- Dyschoriste celebica Bremek.
- Dyschoriste ciliata (Nees) Kuntze
- Dyschoriste clarkei (Vatke) Benoist
- Dyschoriste clinopodioides Mildbr.
- Dyschoriste crenulata Kobuski
- Dyschoriste cunenensis C.B.Clarke
- Dyschoriste dalyi A.G.Mill.
- Dyschoriste decora S.Moore
- Dyschoriste erecta (Burm.f.) Kuntze
- Dyschoriste erythrorhiza (Nees) Lindau
- Dyschoriste fischeri Lindau
- Dyschoriste gracilicaulis (Benoist) Benoist
- Dyschoriste gracilis (Nees) Kuntze
- Dyschoriste greenmanii Kobuski
- Dyschoriste heudelotiana (Nees) Kuntze
- Dyschoriste hildebrandtii (S.Moore) Lindau ex O.B.Clarke
- Dyschoriste hirsuta (Oerst.) Kuntze
- Dyschoriste hirsutissima (Nees) Kuntze
- Dyschoriste hispidula (Baker) Benoist
- Dyschoriste humilis Lindau
- Dyschoriste hygrophiloides (Nees) Kuntze
- Dyschoriste hyssopifolia (Nees) Kuntze
- Dyschoriste jaliscensis Kobuski
- Dyschoriste keniensis Malombe, Mwachala & Vollesen
- Dyschoriste kitongaensis Vollesen
- Dyschoriste kyimbalensis (Lindau) S.Moore
- Dyschoriste lavandulacea (Nees) Kuntze
- Dyschoriste linearis (Torr. & A.Gray) Kuntze
- Dyschoriste litoralis (L.f.) Nees
- Dyschoriste lycioides Chiov.
- Dyschoriste madagascariensis (Nees) Kuntze
- Dyschoriste marandellae Merxm.
- Dyschoriste maranhonis (Nees) Kuntze
- Dyschoriste matopensis N.E.Br.
- Dyschoriste mcvaughii T.F.Daniel
- Dyschoriste microphylla (Cav.) Kuntze
- Dyschoriste miskatensis Thulin
- Dyschoriste mollis (S.Moore) C.B.Clarke
- Dyschoriste monroi S.Moore
- Dyschoriste multicaulis (Hochst. ex A. Rich.) Kuntze
- Dyschoriste mutica (S.Moore) C.B.Clarke
- Dyschoriste nagchana (Nees) Bennet
- Dyschoriste novogaliciana T.F.Daniel
- Dyschoriste nummulifolia Chiov.
- Dyschoriste nyassica Gilli
- Dyschoriste oblongifolia (Michx.) Kuntze
- Dyschoriste oligosperma (Steenis) Bremek.
- Dyschoriste ovata (Cav.) Kuntze
- Dyschoriste pilifera Hutch.
- Dyschoriste pinetorum Kobuski
- Dyschoriste poliodes Leonard & Gentry
- Dyschoriste principis Benoist
- Dyschoriste pringlei Greenm.
- Dyschoriste procumbens E.A.Bruce
- Dyschoriste prostrata Wassh. & J.R.I.Wood
- Dyschoriste pseuderecta Mildbr.
- Dyschoriste pulegium (Nees) Kuntze
- Dyschoriste purpusii Kobuski
- Dyschoriste quadrangularis (Oerst.) Kuntze
- Dyschoriste quitensis (Kunth) Kuntze
- Dyschoriste radicans (Hochst. ex A.Rich.) Nees
- Dyschoriste repens (Nees) Kuntze
- Dyschoriste rogersii S.Moore
- Dyschoriste rosei Kobuski
- Dyschoriste rubiginosa Ramamoorthy & Wassh.
- Dyschoriste sagittata Kobuski
- Dyschoriste sallyae Vollesen
- Dyschoriste saltuensis Fernald
- Dyschoriste schiedeana (Nees) Kuntze
- Dyschoriste schottiana (Nees) Kobuski
- Dyschoriste serpyllifolia (Nees) Benoist
- Dyschoriste serpyllum (Nees) Kuntze
- Dyschoriste sinica H.S.Lo
- Dyschoriste siphonantha (Nees) Kuntze
- Dyschoriste smithii Leonard
- Dyschoriste subquadrangularis (Lindau) C.B.Clarke
- Dyschoriste tanganyikensis C.B.Clarke
- Dyschoriste tanzaniensis Vollesen
- Dyschoriste thunbergiiflora (S.Moore) Lindau
- Dyschoriste transvaalensis C.B.Clarke
- Dyschoriste trichanthera Kobuski
- Dyschoriste trichocalyx (Oliv.) Lindau
- Dyschoriste tubicalyx C.B.Clarke
- Dyschoriste tweedieana (Nees) Kuntze
- Dyschoriste vagans (Wight) Kuntze
- Dyschoriste venturii Leonard
- Dyschoriste verdickii De Wild.
- Dyschoriste vestita Benoist
- Dyschoriste volkensii (Lindau) C.B.Clarke
- Dyschoriste xylopoda Kobuski

Selon Tropicos (6 janvier 2018) (Attention liste brute contenant possiblement des synonymes) :
- Dyschoriste actinotricha Chiov.
- Dyschoriste adscendens (Hochst. ex Nees) Kuntze
- Dyschoriste affinis (Lindau) S. Moore
- Dyschoriste alba S. Moore
- Dyschoriste albiflora Lindau
- Dyschoriste amoena (Nees) Kuntze
- Dyschoriste angusta (A. Gray) Small
- Dyschoriste angustifolia (Hemsl.) Kuntze
- Dyschoriste augustifolia Kuntze
- Dyschoriste axillaris Wassh. & J.R.I. Wood
- Dyschoriste bayatensis Urb.
- Dyschoriste bayensis Thulin
- Dyschoriste bilabiata (Seem.) Kuntze
- Dyschoriste boliviana Wassh. & J.R.I. Wood
- Dyschoriste broiloi Pic.Serm.
- Dyschoriste burchellii (Nees) Kuntze
- Dyschoriste candida Brandegee
- Dyschoriste capitata (Oerst.) Kuntze
- Dyschoriste capricornis C.B. Clarke
- Dyschoriste ceciliae Wassh. & J.R.I. Wood
- Dyschoriste celebica Bremek.
- Dyschoriste cernua Nees
- Dyschoriste ciliata (Nees) Kuntze
- Dyschoriste clarkei (Vatke) Benoist
- Dyschoriste clinopodioides Mildbr.
- Dyschoriste coahuilensis Steyerm.
- Dyschoriste crenulata Kobuski
- Dyschoriste crinita (Nees) Kuntze
- Dyschoriste cubensis Urb.
- Dyschoriste cunenensis C.B. Clarke
- Dyschoriste dalyi A.G. Mill.
- Dyschoriste dalzellii Kuntze
- Dyschoriste decora S. Moore
- Dyschoriste decumbens (A. Gray) Kuntze
- Dyschoriste depressa Nees
- Dyschoriste diffusa (Nees) Urb.
- Dyschoriste ecuadoriana Wassh.
- Dyschoriste erecta C.B. Clarke
- Dyschoriste erythrorhiza Lindau
- Dyschoriste fischeri Lindau
- Dyschoriste fleckii Schinz
- Dyschoriste fruticulosa Chiov.
- Dyschoriste geniculata Nees
- Dyschoriste gracilicaulis (Benoist) Benoist
- Dyschoriste gracilis (Nees) Kuntze
- Dyschoriste greenmanii Kobuski
- Dyschoriste heudelotiana (Nees) Kuntze
- Dyschoriste hildebrandtii (S. Moore) S. Moore
- Dyschoriste hirsutissima (Nees) Kuntze
- Dyschoriste hispidula (Baker) Benoist
- Dyschoriste hondurensis Leonard
- Dyschoriste humilis (Nees) Lindau
- Dyschoriste humistrata (Michx.) Kuntze
- Dyschoriste hygrophiloides (Nees) Kuntze
- Dyschoriste hyssopifolia (Nees) Kuntze
- Dyschoriste jaliscensis Kobuski
- Dyschoriste jasminum Kuntze
- Dyschoriste keniensis Malombe, Mwachala & Vollesen
- Dyschoriste kilimandscharica Lindau
- Dyschoriste kitongaensis Vollesen
- Dyschoriste kyimbalensis S. Moore
- Dyschoriste lavandulacea Kuntze
- Dyschoriste linearis (Torr. & A. Gray) Kuntze
- Dyschoriste linifolia (T. Anderson ex C.B. Clarke) C.B. Clarke
- Dyschoriste litoralis (L.) Nees
- Dyschoriste littoralis Nees
- Dyschoriste lloydii Kobuski
- Dyschoriste longicalyx Lindau ex O. Schwartz
- Dyschoriste lycioides Chiov.
- Dyschoriste madagascariensis (Nees) Kuntze
- Dyschoriste madurensis Kuntze
- Dyschoriste marandellae Merxm.
- Dyschoriste maranhonis Kuntze
- Dyschoriste matopoensis N.E. Br.
- Dyschoriste mcvaughii T.F. Daniel
- Dyschoriste microphylla (Cav.) Kuntze
- Dyschoriste miskatensis Thulin
- Dyschoriste mollis (S. Moore) C.B. Clarke
- Dyschoriste monroi S. Moore
- Dyschoriste multicaulis (A. Rich.) Kuntze
- Dyschoriste mutica C.B. Clarke
- Dyschoriste nagchana (Nees) Bennet
- Dyschoriste natalensis (T. Anderson) Kuntze
- Dyschoriste niederleinii Lindau
- Dyschoriste nobilior C.B. Clarke
- Dyschoriste novogaliciana T.F. Daniel
- Dyschoriste nudanthera C.B. Clarke
- Dyschoriste nummulifolia Chiov.
- Dyschoriste nyassica Gilli
- Dyschoriste oaxacensis Kobuski
- Dyschoriste oblongifolia (Michx.) Kuntze
- Dyschoriste oligosperma Bremek.
- Dyschoriste ovata (Cav.) Kuntze
- Dyschoriste paraguariensis Kobuski
- Dyschoriste parvula (Alain & Leonard) Greuter & R. Rankin
- Dyschoriste pedicellata C.B. Clarke
- Dyschoriste perrottetii (Nees) Kuntze
- Dyschoriste petalidioides S. Moore
- Dyschoriste pilifera Hutch.
- Dyschoriste pinetorum Kobuski
- Dyschoriste poliodes Leonard & Gentry
- Dyschoriste principis Benoist
- Dyschoriste pringlei Greenm.
- Dyschoriste procumbens E.A. Bruce
- Dyschoriste prostrata Wassh. & J.R.I. Wood
- Dyschoriste pseuderecta Mildbr.
- Dyschoriste pubescens G. Don
- Dyschoriste pulegium Kuntze
- Dyschoriste purpusii Kobuski
- Dyschoriste quadrangularis (Oerst.) Kuntze
- Dyschoriste quitensis (Kunth) Kuntze
- Dyschoriste radicans Hutch. & Dalziel
- Dyschoriste repanda (A. Gray) A.C. Sm.
- Dyschoriste repens (Nees) Kuntze
- Dyschoriste rogersii S. Moore
- Dyschoriste rosei Kobuski
- Dyschoriste rubiginosa Ramamoorthy & Wassh.
- Dyschoriste sagittata Kobuski
- Dyschoriste sallyae Vollesen
- Dyschoriste saltuensis Fernald
- Dyschoriste schiedeana (Nees) Kuntze
- Dyschoriste schottiana Kobuski
- Dyschoriste serpyllifolia (Nees) Benoist
- Dyschoriste serpyllum (Nees) Kuntze
- Dyschoriste sinica H.S. Lo
- Dyschoriste siphonantha (Nees) Kuntze
- Dyschoriste skutchii Leonard
- Dyschoriste smithii Leonard
- Dyschoriste somalensis Rendle
- Dyschoriste subquadrangularis (Lindau) C.B. Clarke
- Dyschoriste tanganyikensis C.B. Clarke
- Dyschoriste tanzaniensis Vollesen
- Dyschoriste thunbergiiflora (S. Moore) Lindau
- Dyschoriste tinctorum (Decne.) E.A. Tripp & T.F. Daniel
- Dyschoriste transvaalensis C.B. Clarke
- Dyschoriste trichanthera Kobuski
- Dyschoriste trichocalyx (Oliv.) Lindau
- Dyschoriste tubicalyx C.B. Clarke
- Dyschoriste tweediana Kuntze
- Dyschoriste vagans (Wight) Kuntze
- Dyschoriste valeriana Leonard
- Dyschoriste venturii Leonard
- Dyschoriste verdickii De Wild.
- Dyschoriste verticillaris (T. Anderson ex Oliv.) C.B. Clarke
- Dyschoriste vestita Benoist
- Dyschoriste volkensii C.B. Clarke
- Dyschoriste xylopoda Kobuski